# والتر نيوتن
والتر نيوتن (بالإنجليزية: Walter Newton)‏ هو محامي وسياسي أمريكي، ولد في 10 أكتوبر 1880 في منيابولس في الولايات المتحدة، وتوفي بنفس المكان في 10 أغسطس 1941. حزبياً، نشط في الحزب الجمهوري. وقد انتخب عضو مجلس النواب الأمريكي.